# Kemoszintézis
A kemoszintézis olyan folyamat, amely során az élőlény szervetlen anyagok (pl. ammónia) oxidálásából nyert energiával építi fel saját szerves anyagait.
A kemoszintézist használó élőlényeket összefoglaló néven kemoautotróf szervezeteknek hívjuk. Legtöbb képviselőjük a baktériumok közül kerül ki.
Rendkívül mostoha körülmények között is képesek megélni, az ilyen ökoszisztémáknak a termelő szervezetei. Egyes sajátságaik arra engednek következtetni, hogy ők voltak a Föld első élőlényei, ők fejlődtek tovább különböző élőlényekké. Ide tartoznak például a nitrifikáló baktériumok, valamint a vas- és mangánoxidáló baktériumok.